# 西班牙鱥
西班牙鱥（學名：Anaecypris hispanica）為輻鰭魚綱鯉形目雅羅魚科西班牙鱥屬的其中一種，被IUCN列為瀕危保育類動物，分布於歐洲西班牙及葡萄牙的瓜地亞納河流域，體長可達7.5公分，棲息在礫石底質、水流湍急且水生植物豐富河川的底中層水域，以藻類及小型無脊椎動物為食，繁殖期時會回溯至河川上游，因棲息地破壞及水汙染而受到威脅。

## 扩展阅读
維基物種上的相關：西班牙鱥